# Simulátor (Star Trek)
Simulátor (česky také holopaluba, anglicky Holodeck) je tréninkové a rekreační zařízení ve světě Star Treku, objevující se od seriálu Star Trek: Nová generace. Holografie využívá transportního paprsku, potažmo jeho technologie, a to přeměnou energie na atomy. Díky tomu je vytvořené simulační prostředí hmotné a ne jen fotoprojekce.

## Dřívější simulátory
V současném světě, nebo v seriálu Star Trek: The Original Series slouží jako simulátor místnost, s pevně daným prostředím (dnes například: kokpit letadla, Star trek (TOS): můstek lodi), které se díky svému programu chová jako skutečné. Tyto simulátory se díky své nákladnosti na prostor vyskytují ve Star Treku spíše na akademiích či výcvikových základnách.

## Simulátory nové generace
V nové generaci Star Treku jde o holografickou místnost, kde je technologie schopná udržet atomy při sobě. Problém nastává, pokud by chtěla simulovaná postava prostředí opustit mimo holografickou místnost. V takovém případě se atomy mimo projekci rozpadnou (viz Voyager - Pohotovostní zdravotnický holoprogram nebo TNG- postava Moriartyho v programu Sherlocka Holmse). Vybavena simulátory je ovšem už každá loď Hvězdné flotily, jelikož už nezabírají zbytečně prostor na lodi pevně daným prostředím, ale jsou zcela variabilní a to i prostorově, díky čemuž je možné vytvořit například obrovský les, aniž by se účastníci museli pohybovat na jediném místě. Simulace není o nic větší než simulátor, simulace pouze přizpůsobuje perspektivu. Mohou sloužit k výcviku, promítání a relaxaci. Lodě jich nesou většinou několik. Tuto technologii je možno i zneužít (viz Star Trek TNG: Čest kapitánů (kniha)) a to velmi snadno, zvláště na osoby, které tuto technologii neznají a nepoznají, že osoby o nichž si myslí že jsou skutečné, jsou ve skutečnosti pouhá umělá inteligence holograficky zpracovaná. Simulátory mají speciální bezpečnostní protokoly které mají za úkol ochránit člověka proti nebezpečím smrti. Pokud jsou bezpečnostní protokoly vypnuty, i simulovaná kulka může zabít (viz Star trek:první kontakt).

## Další výskyt
- V seriálu Futurama se v epizodě „Zbouchnutej“ objevuje holokumbál, který má stejnou poruchu, jako simulátor na Enterprise D (epizoda Jak prosté, drahý Date), kdy si simulovaná postava, profesor Moriarty (protivník Sherlocka Holmese) uvědomí existenci sama sebe. Tatáž postava se objevuje i ve zmíněné epizodě Futuramy.
- V Červeném trpaslíkovi je součástí lodi Kosmik zařízení simulující realitu, avšak nejde o celou místnost, nýbrž přístroj podobný zařízení pro virtuální realitu s helmou a senzory simulující hmat. V epizodě Legie se postavy zmiňují o existenci Kyberparku, který umožní simulaci kterékoliv doby, jakéhokoliv prostředí a kterýchkoliv osob.